# Jessica Hynes
Tallulah Jessica Elina Stevenson, coniugata Hynes (Lewisham, 15 novembre 1972), è un'attrice e scrittrice britannica, accreditata col suo nome di nascita fino al 2007.
Vive attualmente a Londra con il marito Adam Hynes, che ha sposato nel 2002 e dal quale ha avuto tre figli.

## Biografia
Nata a Lewisham, Londra, il 15 novembre 1972, Jessica Hynes è cresciuta a Brighton, dove ha frequentato la scuola secondaria Dorothy Stringer. Da adolescente ha iniziato a recitare nella compagnia teatrale National Youth Theatre, ed ha debuttato professionalmente nel 1993, nel film di Peter Greenaway The Baby of Mâcon, nel quale ha interpretato la prima levatrice. Per i primi quattordici anni della sua carriera, Jessica ha utilizzato il suo cognome di nascita, Stevenson. All'inizio della sua stessa carriera, ha creato un duo comico chiamato The Liz Hurleys insieme alla futura co-star di Spaced Katy Carmichael, ed è apparsa in due produzioni allo Sheffield's Crucible Theatre. Poco dopo ha recitato nella serie televisiva medica Staying Alive (1995-1997) e nelle brevi serie di sketch comici Six Pairs of Pants, (Un)natural Acts ed Asylum, dove ha incontrato per la prima volta altri due futuri colleghi di Spaced, Simon Pegg ed Edgar Wright. Nel 1997, inoltre, Jessica ha fatto un'apparizione da ospite nell'episodio pilota della serie Midsomer Murders.
Dal 1998 al 2000, ha recitato nel ruolo di supporto di Cheryl nella sitcom The Royle Family, ruolo che ha ripreso per due episodi speciali nel 2006 e nel 2009. Nel 1999 ha recitato in Spaced, serie televisiva che ha anche collaborato a scrivere. Nel 2004 ha interpretato un ruolo minore, il personaggio di Yvonne, nella commedia horror Shaun of the Dead, lavorando ancora con i colleghi di Spaced Pegg e Wright. Nello stesso anno è stata scelta per interpretare Magda, amica della protagonista, nell'hollywoodiano Che pasticcio, Bridget Jones!, sequel di Il diario di Bridget Jones. Nel 2005 ha interpretato il ruolo della protagonista nella serie della BBC One According to Bex, tuttavia in un'intervista ha dichiarato che la serie stessa era abbastanza scadente, e l'attrice ha addirittura licenziato il suo agente per averle fatto ottenere il ruolo. Successivamente ha recitato nella commedia britannica Confetti, insieme a Jimmy Carr, Martin Freeman e Mark Heap.
All'inizio del 2007, l'attrice ha ottenuto il ruolo della protagonista nel film Magicians, nel quale ha recitato insieme al duo comico composto da David Mitchell e Robert Webb. Più tardi quello stesso anno ha recitato in Learners, film tv tragicomico il quale Jessica ha anche contribuito a scrivere, andato in onda sul canale BBC One. Il 2007, inoltre, ha visto la sua partecipazione al colossal Harry Potter e l'Ordine della Fenice, nel quale ha prestato la voce per Mafalda Hopkirk.
Sempre nel medesimo proficuo anno, ha interpretato Joan Redfern negli episodi "Human Nature" e "The Family of Blood" della serie televisiva Doctor Who, e successivamente è apparsa nel secondo episodio di The End of Time nel ruolo di Verity Newman. È apparsa inoltre nella puntata "Invaders from Mars" del serial radiofonico Eighth Doctor, prodotto dalla Big Finish Productions, insieme al collega di Spaced Simon Pegg.
Infine, nel 2007 ha recitato, accreditata come Jessica Stevenson, in Son of Rambow nel ruolo di Mary Proudfoot, zia del protagonista Bill Milner.
Hynes ha collaborato alla stesura del programma Phoo Action, basato sui cartoni di Jamie Hewlett, trasmesso dalla BBC Three all'inizio del 2008.
Nello stesso anno, Hynes è apparsa nel film Faintheart ed in una ripresa dello spettacolo teatrale The Norman Conquest di Alan Ayckbourne, rappresentata al teatro Old Vic. Il 2009 è stato l'anno del suo debutto a Broadway, nella trasferta di quest'ultimo spettacolo. Grazie alla sua esibizione in esso, è stata nominata per un Tony Award.
Nel 2009, l'attrice è tornata a teatro con lo spettacolo The Priory, di Michael Wynne.
Nell'ultimo periodo della sua carriera, l'attrice ha espresso la volontà di dare avvio ad una carriera solista come monologhista comica, ed ha inoltre pubblicato un libro per bambini intitolato Ants in the Marmalade.

## Premi
Jessica ha vinto due riconoscimenti ai British Comedy Awards, "Miglior Donna Emergente in Commedia" nel 1999 e "Miglior Attrice Televisiva di Commedia" nel 2001, entrambi per il suo ruolo in Spaced. Nel 2000, è stata nominata per un BAFTA televisivo per la partecipazione al programma per lo più improvvisato Tomorrow La Scala, e nel 2003 per un Laurence Olivier Award per il suo personaggio nello spettacolo The Night Heron in 2003.
Nel 2009 è stata nominata per il Tony Award for Best Featured Actress in a Play, ma ha perso contro Angela Lansbury.

## Filmografia

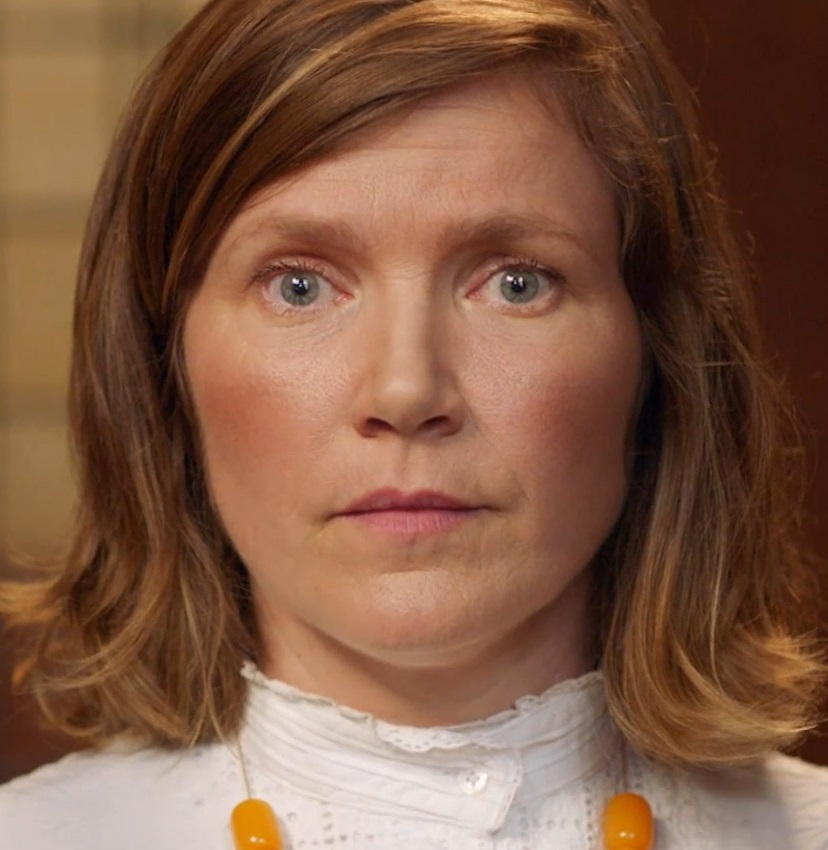
Hynes nel 2016

### Cinema
- Swing Kids - Giovani ribelli (Swing Kids), regia di Thomas Carter (1993)
- Il bambino di Mâcon (The Baby of Mâcon), regia di Peter Greenaway (1993)
- Romantici nati (Born Romantic), regia di David Kane (2000)
- Tomorrow La Scala!, regia di Francesca Joseph (2002)
- Pure, regia di Gillies MacKinnon (2002)
- L'alba dei morti dementi (Shaun of the Dead), regia di Edgar Wright (2004)
- Che pasticcio, Bridget Jones! (Bridget Jones: The Edge of Reason), regia di Beeban Kidron (2004)
- Confetti, regia di Debbie Isitt (2006)
- Four Last Songs, regia di Francesca Joseph (2007)
- Son of Rambow - Il figlio di Rambo (Son of Rambow), regia di Garth Jennings (2007)
- Magicians, regia di Andrew O'Connor (2007)
- Harry Potter e l'Ordine della Fenice (Harry Potter and the Order of the Phoenix), regia di David Yates (2007) - voce
- Faintheart, regia di Vito Rocco (2008)
- The Lost Explorer, regia di Tim Walker - cortometraggio (2010)
- Ladri di cadaveri - Burke & Hare (Burke and Hare), regia di John Landis (2010)
- Good Boy, regia di Ben Manley, Blake Ritson e Dylan Ritson - cortometraggio (2010)
- Chalet Girl, regia di Phil Traill (2011)
- Nativity 2: Danger in the Manger!, regia di Debbie Isitt (2012)
- Pudsey - Un ciclone a 4 zampe (Pudsey the Dog: The Movie), regia di Nick Moore (2014)
- A Generation of Vipers, regia di Tom Beard - cortometraggio (2014)
- Winter, regia di Heidi Greensmith (2015)
- Shelter, regia di Reggie Yates - cortometraggio (2015)
- Swallows and Amazons, regia di Philippa Lowthorpe (2016)
- Bridget Jones's Baby, regia di Sharon Maguire (2016)
- Paddington 2, regia di Paul King (2017)
- Songbird, regia di Jamie Adams (2018)
- The Fight, regia di Jessica Hynes (2018)
- Nativity Rocks!, regia di Debbie Isitt (2018)
- Seagull, regia di Peter Blach (2019)
- Catching the Bus, regia di Dylan Holmes Williams - cortometraggio (2021)
- Rapture, regia di Em Smith - cortometraggio (2023)
- Seize Them!, regia di Curtis Vowell (2024)
- Paddington in Perù, regia di Dougal Wilson (2024)
- Death of a Unicorn, regia di Alex Sharfman (2025)

### Televisione
- The House of Eliott – serie TV, episodi 3x01 (1994)
- Tears Before Bedtime – serie TV, 4 episodi (1995)
- Crown Prosecutor – serie TV, 10 episodi (1995)
- Six Pairs of Pants – serie TV, episodi 1x01-1x02-1x03 (1995)
- Mash and Peas – serie TV (1996)
- Asylum, regia di Edgar Wright – miniserie TV (1996)
- Staying Alive – serie TV, 12 episodi (1996-1997)
- L'ispettore Barnaby (Midsomer Murders) – serie TV, episodio 1x01 (1997)
- Armstrong and Miller – serie TV, episodi 2x01 (1997)
- Harry Enfield & Chums – serie TV, episodi 2x07-2x09 (1997-1998)
- Alexei Sayle's Merry-Go-Round – serie TV, episodi 1x01 (1998)
- Unnatural Acts – serie TV, 5 episodi (1998)
- The Royle Family – serie TV, 13 episodi (1998-2010)
- People Like Us – serie TV, episodi 1x02 (1999)
- The Nearly Complete and Utter History of Everything, regia di Dewi Humphreys, Paul Jackson e Matt Lipsey – film TV (1999)
- Spaced – serie TV, 14 episodi (1999-2001)
- Randall & Hopkirk (Randall & Hopkirk (Deceased)) – serie TV, episodi 1x01-1x02-1x03 (2000)
- Bob & Rose – serie TV, 6 episodi (2001)
- Comedy Lab – serie TV, episodi 4x07 (2001)
- Dick Whittington, regia di Geoff Posner – film TV (2002)
- Black Books – serie TV, episodi 2x05 (2002)
- According to Bex – serie TV, 8 episodi (2005)
- Miss Marple (Agatha Christie's Marple) – serie TV, episodio 2x02 (2006)
- Pinochet in Suburbia, regia di Richard Curson Smith – film TV (2006)
- Learners, regia di Francesca Joseph – film TV (2007)
- Doctor Who – serie TV, episodi 3x08-3x09-3x10 (2007-2010)
- Lizzie and Sarah, regia di Elliot Hegarty – film TV (2010)
- Little Crackers – serie TV, episodi 1x04 (2010)
- Skins – serie TV, episodi 5x08 (2011)
- The Hour – serie TV, episodi 1x04 (2011)
- Twenty Twelve – serie TV, 13 episodi (2011-2012)
- One Night – serie TV, 4 episodi (2012)
- Moone Boy – serie TV, episodi 1x03 (2012)
- Common Ground – miniserie TV, puntata 02 (2013)
- Blandings – serie TV, episodi 1x06 (2013)
- Up the Women – serie TV, 9 episodi (2013-2015)
- W1A – serie TV, 15 episodi (2014-2024)
- The Keith Lemon Sketch Show – serie TV, episodi sconosciuti (2015)
- Cider with Rosie, regia di Philippa Lowthorpe – film TV (2015)
- Hoff the Record – serie TV, episodi 2x03 (2016)
- Le avventure di Hooten & the Lady (Hooten & the Lady) – serie TV, 8 episodi (2016)
- Jack and Dean of All Trades – serie TV, 12 episodi (2016-2017)
- The Keith and Paddy Picture Show – serie TV, episodi 1x01 (2017)
- The Crystal Maze – serie TV, 4 episodi (2017-2018)
- Hang Ups – serie TV, 6 episodi (2018)
- There She Goes – serie TV, 10 episodi (2018-2020)
- Years and Years, regia di Simon Cellan Jones e Lisa Mulcahy – miniserie TV (2019)
- Inside No. 9 – serie TV, episodio 7x05 (2022)
- The Franchise – serie TV, 8 episodi (2024)
- Miss Austen, regia di Aisling Walsh – miniserie TV (2025)

## Doppiatrici italiane
Nelle versioni in italiano delle opere in cui ha recitato, Jessica Hynes è stata doppiata da:
- Anna Cugini in Death of a Unicorn